# Nipissing (jezioro)
Nipissing (ang. Lake Nipissing, fr. Lac Nipissing) – polodowcowe jezioro w południowej Kanadzie, w prowincji Ontario. Powierzchnia zwierciadła wody wynosi 906 km², długość jeziora to 80 km, a szerokość 48 km. Zbiornik osiąga maksymalną głębokość na poziomie 52 m, a jego średnia głębokość wynosi 4,4 m. Pierwszym znanym Europejczykiem, który tu dotarł był Francuz Samuel de Champlain w 1615.
Główne miasto nad jeziorem Nipissing to North Bay.